# Jean Balthazar

Jean Balthazar

Jean Balthazar, Johann Heinrich Karl Balthazar, (* 27. August 1857 in Köln; † 1926 in Wiesbaden) war ein deutscher Kaufmann und Industrieller, wohnhaft in Bonn.
In Westerstede, der Kreisstadt des Landkreises Ammerland im Nordwesten Niedersachsens, war Balthazar Großgrundbesitzer und Unternehmer.
Er war Teilhaber und Mitbegründer an rheinischen und mitteldeutschen Bergwerken, wie z. B. der Hallesche Kaliwerke Aktiengesellschaft, 1905 in Köln gegründet.
1896 begründete er die niederländische „Steenkohlen Handels-Vereeniging“ mit, Filialstelle des rheinisch-westfälischen Kohlesyndikats. Daraus entwickelte sich die heutige SHV Holdings.

## Wirken
In den späten 1890er Jahren lebte Jean Balthazar in den Niederlanden, wo er einen Großhandel mit Kohle leitete. Ein enger Geschäftspartner war F.H.Fentener van Vlissingen (1849–1918) und dessen Sohn Frederick Henry van Vlissingen (1882–1962). Daraus entstand eine Freundschaft der Familien, die bis über Balthazars Tod hinaus bestand.
Zusammen mit gründete er große Unternehmen, wie die „S.H.V.“, Utrecht. Das Syndikat durfte ausschließlich einheimische Kohle vertreiben und handelte Exclusivverträge mit den Eisenbahngesellschaften aus. Trotz der gewährten Rabatte war dieses Monopol ein einträgliches Geschäft (aus Eva-Maria Roelevink: "Organisierte Intransparenz: ...).
Ferner gründeten sie die „Nederlandsche Kunstzijdenfabrik ENKA“, aus der am 28. April 1911 eine Aktiengesellschaft wurde, wie dem Handbuch der deutschen Aktiengesellschaften, Band 48, Teil 6 zu entnehmen ist. Weiterhin war Balthazar Mitbegründer der „Utrechtsche Administratiekantoor Unitas“, Utrecht, das die Syndikatsauflagen und Syndikatsvorteile der SHV aber nicht hatte. Diese Firma arbeitete mit der SVH eng zusammen.
1897 kehrte Balthazar mit seiner Familie nach Deutschland zurück und wohnte bis zu seinem Tod in Bonn. Dort begründete er die Balthazar GmbH. Seine holländischen Geschäfte und Investitionen betrieb er von Deutschland aus ungehindert weiter.
1898 kaufte er das Moorgut Karlshof in Westerstede in Niedersachsen und baute es zu einem über die Region hinaus bedeutenden Gut mit dem damals innovativen Baumaterial Eisenbeton aus. Seine Erben besaßen bis 1931/32 dieses Gut.
1907–1917 war Balthazar Besitzer der „Ton und Braunkohlen Zeche Berggarten“ und Mitbegründer der „Gewerkschaft Keramchemie Berggarten“ in Siershahn im Westerwald.
Das Gut Garnholt, ebenfalls in Westerstede, erwarb Balthazar 1918 als Wirtschaftsbetrieb für Futteranbau. Dort lebten Erben von Balthazar noch über 30 Jahre nach seinem Tod.
Ebenfalls 1918 erwarb Jean Balthazar, wie Unterlagen des Stadtarchivs Westerstede belegen, den Mayerhof mit 45 ha Land und den Grundstücken Grasbrock und Thalenbusch in Westerstede. Die Gebäude des Mayerhofs ersetzte er 1919 durch neue Gebäude. Sie stehen heute noch fast unverändert und sind unter Denkmalschutz gestellt.
Balthazars Verwalter und Bewirtschafter der Westersteder Güter war Heinrich Jaspers. Nach dem Tod von Jean Balthazar erwarb Jaspers den Hof von Balthazars Erben. Heute ist der sogenannte Jaspers-Hochkamp im Besitz der Stadt Westerstede.

## Ehrungen
Für seine Verdienste um die oldenburgische Moorkultur wurde Balthazar 1912 zum Kommerzienrat ernannt, 1919 folgte die Verleihung der Ehrendoktorwürde der Universität Bonn „an einen großen Förderer sozialer Reformen und warmherzigen Helfer im Kampf gegen die Tuberkulose und Wohnungsnot.“

## Familie
Jean Balthazar heiratete Paula Baecker 1887 in Köln. Zusammen hatten sie fünf Kinder, drei Söhne und zwei Töchter.
- Theodor Balthazar, der jüngste Sohn sollte als Balthazars Nachfolger die erfolgreichen Geschäfte in seinem Sinne fortsetzen, besonders deshalb, da sich die holländischen Geschäfte entwickelten. Im Ersten Weltkrieg jedoch fiel Theodor am 17. Juni 1915.
- Hans Balthazar, genannt Jean, der älteste Sohn Balthazars, verstarb am 7. Oktober 1918.
- Albert August Balthazar, später genannt Adolf, übernahm nach Balthazars Tod am 30. März 1926 die Bonner Jean Balthazar GmbH. Diese Firma war durch das holländische Vermögen Jean Balthazars seit 1922 stark gewachsen. Durch unglückliche Spekulationen verlor er in den Folgejahren das deutsche Firmenvermögen. Die GmbH wurde von 1930 bis 1933 liquidiert. Die Güter, das Moorgut Karlshof und der Mayerhof in Westerstede, wurden verkauft. Da eine Gütergemeinschaft der Erben von Jean Balthazar bestand, erhielt die Mutter 2/5 und die Geschwister je 1/5, ebenso wie er selbst, des verbliebenen Kapitals. Das holländische Millionenvermögen in Gulden wurde lange nicht freigesetzt und verteilt. Klärungen zu dieser Vermögensverteilung im Zusammenhang mit der Vermögensverwaltung durch van Vlissinger liefen bis in die späten 1940er Jahre.
- Paula Balthazar (31. Juli 1894 – 1981) heiratete am 12. Januar 1917 in Bonn Reichsfreiherr Friedrich von Tinti (1888–1948), wohnhaft Schloss Pöchlarn, Österreich. Sie hatte eine Tochter, Elisabeth Freiin von Tinti (* 15. Oktober 1917–24. September 2014)
- Johanna Balthazar (1901–1970), heiratete 1922 Graf August von Segur-Cabanac (1887–1929). Mit Graf Segur-Cabanac hatte sie fünf Söhne, Niclas (1923), Alexander (1924), Leon (1927), Antoine und Heinrich (1929). Früh verwitwet heiratete sie 1932 Graf von Blanckenstein.

## Erbauer von heutigen Denkmalen
- Anwesen Moorgut Karlshof – Motormühle mit Scheune in Westerstede
- Anwesen Jaspers-Hochkamp in Westerstede